# 拉省
拉省是太平洋島國斐濟的14個省份之一，位於該國最大島嶼維提島北部，土地面積1,341平方公里，2007年人口29,464。
以聲門塞音代替斐濟語中的輔音 /t/，是拉省方言獨有的現象。
17°30′S 178°10′E / 17.500°S 178.167°E